# Salvatore Sincere
Tom Brandi, meglio conosciuto come Salvatore Sincere (Filadelfia, 9 luglio 1966), è un wrestler statunitense.

## Carriera

### World Wrestling Federation (1996-1998)
Brandi firmò con la World Wrestling Federation (WWF), e debuttò nel luglio del 1996 con il nome di  Salvatore Sincere, uno stereotipo italiano heel che dichiarava di essere sincero e di "volere bene" a tutti. Sincere lottò in due dark match; alle Survivor Series, in un 4-on-4 Survivor Series Elimination match, perdendo contro il team formato da Jesse James, Aldo Montoya, Bob Holly e Bart Gunn e a In Your House 12: It's Time contro Rocky Maivia per squalifica. Inoltre, lottò con alcuni grandi nomi della federazione, come Shawn Michaels e The Undertaker.

### Ritorno nel Circuito Indipendente (1998-presente)

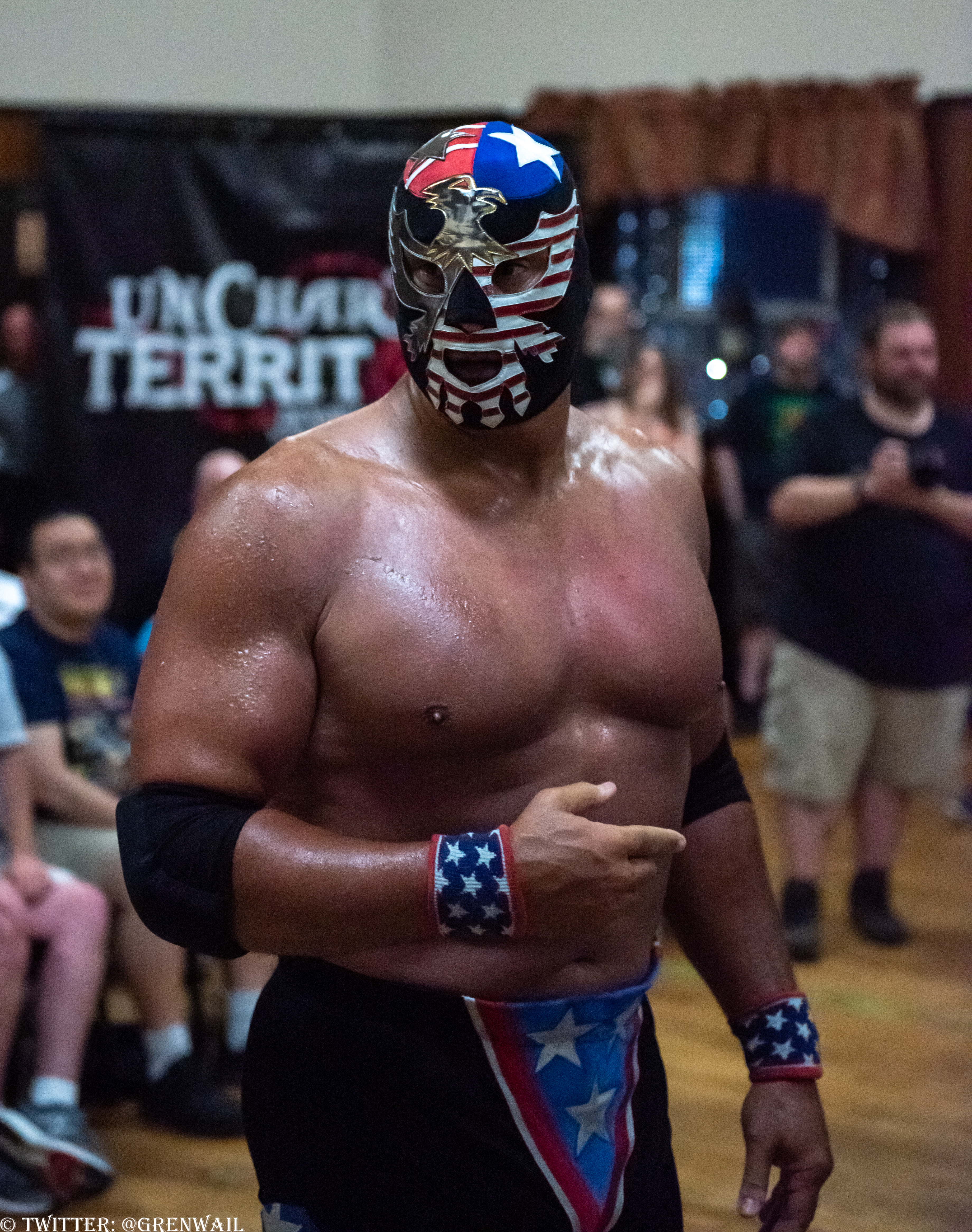
Brandi come The Patriot nel 2019

Sin da quando lasciò la WWF, Brandi ha lottato nel circuito indipendente con i nomi Brandi o Sincere, e qualche volta ha combattuto e firmato autografi con la maschera di The Patriot, senza l'autorizzazione dell'originale Patriot, Del Wilkes.

## Nel Wrestling

### Mosse finali
- Come Salvatore Sincere
  - Sincerely Yours (Full nelson slam)[2]
- Come Johnny Gunn
  - Thesz press

### Manager
- Jim Cornette
- Kenny Casanova
- Mohouard Gottaheave Al-Getz
- Royce Profit

### Soprannomi
- "Chippendale" Tom Brandi
- ""The Big Italian"
- "Pinky"

## Titoli e riconoscimenti
- Americas Wrestling Federation (Puerto Rico)
  - AWF International Heavyweight Championship (1)
  - AWF World Junior Heavyweight Championship (1)
  - AWF World Tag Team Championship (1) - con Ray González
- Extreme Championship Wrestling
  - ECW Tag Team Championship (1) – con Tommy Dreamer
- Devastation Wrestling Federation
  - DWF Heavyweight Championship (1)
- Independent Pro Wrestling
  - IPW Americas Championship (1)
- Independent Professional Wrestling Alliance
  - IPWA Heavyweight Championship (4)
- Independent Wrestling Alliance
  - IWA Heavyweight Championship (1)
- Independent Wrestling Association Mid-South
  - IWA Mid-South Heavyweight Championship (1)
- International Pro Wrestling
  - IPW Heavyweight Championship (1)
- International World Class Championship Wrestling
  - IWCCW Tag Team Championship (1) – con King Mike Kaluah
  - IWCCW Television Championship (1)
- International Wrestling Association
  - IWA United States Heavyweight Championship (1)
- National Championship Wrestling
  - NCW United States Heavyweight Championship (1)
  - NCW Tag Team Championship (1) - con Jimmy Snuka
- NWA 2000
  - NWA National Heavyweight Championship (1)
- Pro-Wrestling WORLD-1/Premier Wrestling Federation
  - PWF Universal Tag Team Championship (1) – con Mike Kehner
- Pro Wrestling Illustrated
  - 478º tra i 500 migliori wrestler singoli nella PWI 500 (2003)
- Steel City Wrestling
  - SCW Heavyweight Championship (1)
  - SCW Television Championship (1)
- United States Championship Wrestling
  - USCW Pacific Heavyweight Championship (1)
- United States Wrestling Federation
  - USWF Heavyweight Championship (1)
  - USWF Tag Team Championship (1) – con Steve Corino
- Virginia Wrestling Association
  - VWA American Championship (1)
- Wrestling Independent Network
  - WIN North American Championship (1)